# Ритупе (Псковская область)
Ритупе (ранее — Жогово, латыш. Rītupe, Žogova) — деревня в России, в Пыталовском районе Псковской области. Входит в состав Утроинской волости.
Деревня расположена в 17 км к северо-востоку от города Пыталово на реке Утроя (Ритупе). Железнодорожная станция Ритупе на участке Псков — Остров — Пыталово.
C 1920 до 1944 гг. входила в состав Яунлатгальского (Абренского) уезда Латвии.

## Население
| 2001 | 2002 | 2010 |
| ---- | ---- | ---- |
| 50   | ↘42  | ↘21  |

Численность населения деревни на начало 2001 года составляла 50 жителей.

## История
До 1920 года железнодорожная станция носила название Жогово. В 1920—1940 годах входила в состав Латвии. С 20 октября 1920 года называлась «Жогова» (лат. Žogova — латышский вариант записи названия «Жогово»), с 1 сентября 1921 года — «Ритупе» (лат. Rītupe). На советских картах этого периода обозначалась как Ритуппе (после 1940-х годов — Ритупе).
До 3 июня 2010 года деревня входила в состав Жоговской волости, объединённой затем с Пыталовской волостью в Утроинскую.